# Pinnixa forficulimanus
Pinnixa forficulimanus is een krabbensoort uit de familie van de Pinnotheridae. De wetenschappelijke naam van de soort is voor het eerst geldig gepubliceerd in 1992 door Zmarzly.